# Эрнхардт, Дейл (старший)
Ральф Дэйл Эрнхардт (англ. Ralph Dale Earnhardt, 29 апреля 1951, Каннаполис — 18 февраля 2001, Дейтона-Бич) — американский автогонщик, семикратный чемпион NASCAR Sprint Cup Series, отец гонщика Дейла Эрнхардта-младшего. Погиб 18 февраля 2001 года на последнем круге гонки Daytona 500, столкнувшись с автомобилем Кена Шрейдера и врезавшись в стену на скорости 290 км/ч.
В 2004 году о его жизни вышел фильм «3: История Дейла Эрнхардта».